# 이즈마
이즈마(아랍어: إجماع)는 이슬람 법의 네 가지 기본 원리 중 하나로 종교 공동체(교단) 내부의 '견해의 일치점 도달'을 의미한다.
이슬람교의 종교 공동체 전체의 기성 견해의 합치가 교리 해석 상 및 법학 상 구속력을 갖는다는 원칙이 확립된 것은 이슬람력 2세기였다. 이 원리는 처음에는 내부의 발전 폭을 허용하는 것이었으나 뒤이어 법학(신학)자가 체계화한 교리에 봉인을 누르게 되어 그 변경을 불가능한 것으로 하는 역할을 하는 것으로 되어 버렸다. 다시 말하면 적극적이며 다이내믹한 원리로부터 부정적이며 제약적인 역할로 변하여 이슬람법의 경직성(硬直性)을 가져온 원인이 되고, 이에 의한 정통성이 사회적 강제로서 또는 법으로서의 힘을 갖게 되었다.
이즈마는 하디스가 《꾸란》을 보완하고 종합한 것처럼 다시 하디스를 보완하고 최종적으로 종합한 것으로 되었다. 이와 같이 해서 《꾸란》과 하디스 해석의 확실성을 보증하는 것이 이즈마로 되었다. 여기에 이즈마 무류설(無謬說)이 확립되어 '이단(異端)'에 대한 판단의 기준이 성립되었다.

## 같이 보기
- 숙의 민주주의